# 스완 극장

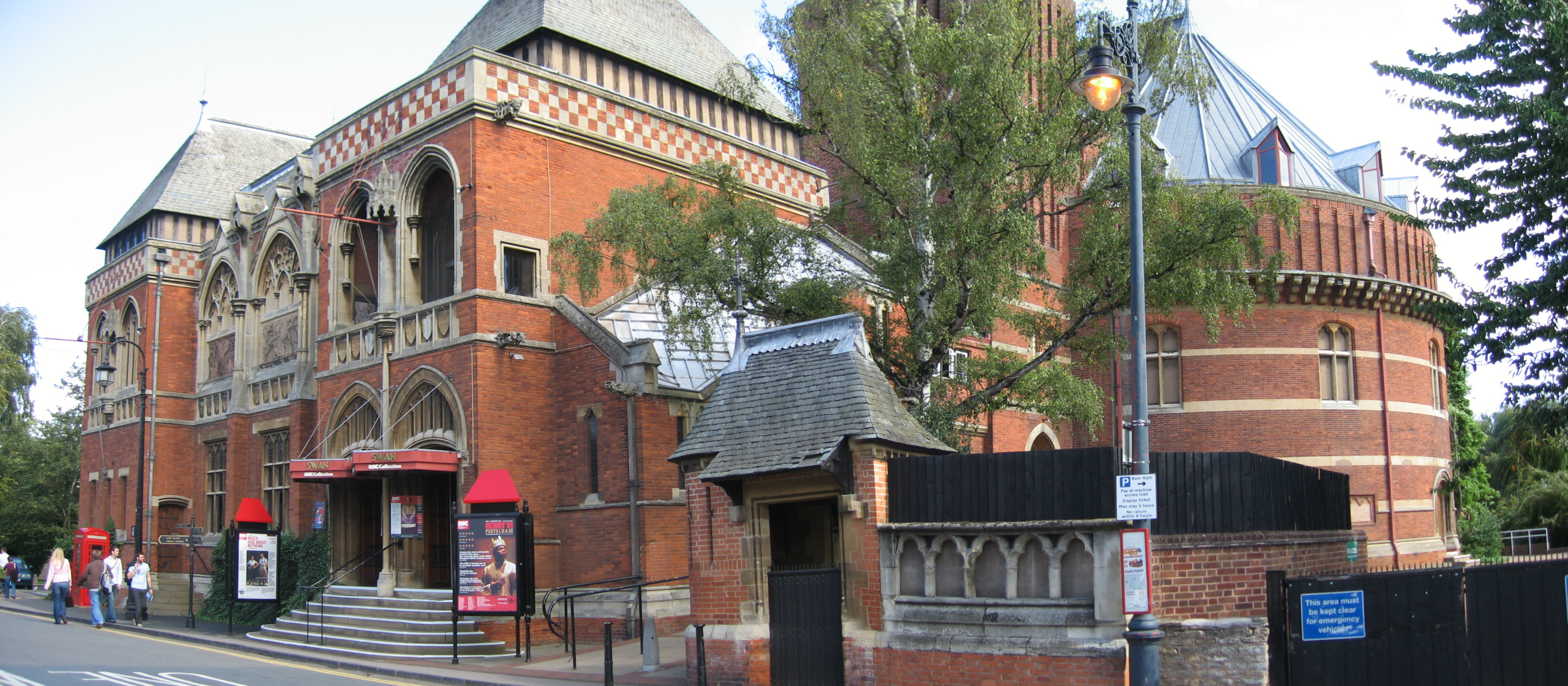
스완 극장

스완 극장(The Swan Theatre)은 영국 스트랫퍼드에 있는 왕립극장이다.
셰익스피어의 탄생지인 워릭셔의 스트랫퍼드 온에이번 마을을 흐르는 에이번 강변에 이 국민시인을 기념하기 위하여 1871년에 창립되었으며 처음에는 셰익스피어 기념극장이라고 칭하였다. 최초의 이 극장은 엘리자베스 왕조의 글로브 극장을 모방한 원형극장이었으나 불행히도 화재를 만나 소실되었다. 그 후 6년을 거쳐 영국 국내외의 기부를 받아 오늘날과 같은 극장이 재건되었다. 1950년부터 약 10년 동안은 배리 잭슨경, 안토니 퀘일, 글랜비암 쇼의 세 사람이 연출을 담당, 매년 수명의 명배우 지도 밑에 신극단을 만들어 셰익스피어 레퍼토리 시어터로서 뛰어난 연출을 하여 명성을 얻었으며, 1960년에는 칙허(勅許)로 '왕실 셰익스피어 극장'이라는 명칭을 받았다. 이와 함께 피터홀이 극장의 책임자가 되었으며 마이클 센트 데니스와 피터 브룩 등 3인이 연출을 맡아 장기계약의 전속극단을 만들어 극장운영의 전반에 걸쳐 획기적인 개혁을 단행하였다.
즉 동 극단은 런던 상설극장으로 올드위치 극장을 갖고, 스트랫퍼드에서는 셰익스피어극을 중심으로 한 레퍼토리를 지향하는 한편, 런던에서는 국내외의 근대극을 상연함으로써 배우에게 폭넓은 연기를 배우게 하고 관객에게는 다채로운 극을 제공하고 있다. 이 극단의 셰익스피어극의 연출은 현대적 해석을 가한 신기축(新機軸)에 의한 것으로, 보다 오서독스한 연출법을 행하고 있는 올드빅에 비해 특히 젊은 층의 인기가 대단하다.